# Cynthia Reed Nolan
Violet Cynthia Reed Nolan (Evandale, 18 de septiembre de 1908-Londres, 1976) fue una escritora y galerista australiana que promovió el arte y el diseño vanguardista en Australia entre principios y mediados de la década de 1930. Fue una integrante clave del Círculo de Heide junto a su hermano y su cuñada John y Sunday Reed. Aunque se estableció en Londres, siguió viajando mucho a Australia. Aunque se produjo un amargo distanciamiento con Sunday después de casarse con Sidney Nolan en 1948, a su muerte en 1976, John la describió como «su mejor amiga». A finales del siglo XX, a Reed Nolan se la recordaba principalmente como la causante de la disputa pública entre su esposo y el escritor australiano Patrick White.

## Biografía

### Primeros años
Nacida Violet Cynthia Reed en una familia rica y terrateniente en Mount Pleasant, en las afueras de Launceston, Tasmania, su infancia y adolescencia fueron materialmente seguras, pero encontró el cristianismo evangélico y la severidad patriarcal de su vida familiar muy perturbadores. Los temas de la alienación infantil están entrelazados a través de su ficción, informada por su experiencia del psicoanálisis y la lectura de la teoría y los libros de texto freudianos. Después de algunos años como interna en la Hermitage Girls' School en Geelong, vivió con su hermana, la doctora Margaret Reed, en Melbourne. Un romance con el director de orquesta Bernard Heinze a fines de la década de 1920 amplió su entorno cultural e intelectual, y se mudó a un grupo de artistas y mecenas de vanguardia en Melbourne centrados en su hermano John Reed. Tanto Cynthia como Sunday Baillieu (quien luego sería conocida como Sunday Reed tras casarse con el hermano de Cynthia, John) tuvieron aventuras con Heinze a fines de la década de 1920 que terminaron de manera infeliz y Reed Nolan ingresó a su primera sesión de psicoanálisis.
Reed Nolan viajó al extranjero en 1929, buscando teatro, arte, diseño y música contemporáneos en Londres y luego se mudó a Europa, alojándose con familias acomodadas en Alemania y Austria, incluso en Konigsberg, Prusia Oriental, Berlín y Viena. Debido a que se movió entre intelectuales judíos, discutió el creciente antisemitismo de la República de Weimar en cartas a Australia.
Al regresar a Australia en 1931, pasó un tiempo en Sídney con Mark Anthony Bracegirdle y su familia, quienes introdujeron a Reed Nolan a la política radical. Ella, a su vez, influyó en la aceptación de las ideas comunistas de John Reed en esta fecha. Sin embargo, Melbourne, donde fue tratada como una celebridad en las páginas sociales de los periódicos locales, se convirtió en el sitio de su mayor éxito. Ella fue la única dama de honor en la boda de John y Sunday en enero de 1932 y los tres vivieron juntos durante algún tiempo en South Yarra, antes de que John y Sunday se mudaran a Heide, estableciendo el patrón repetido de la pareja casada que necesitaba una inversión emocional cercana con una tercera parte para formar una unidad familiar triangulada. Entre el Círculo de Heide, la experiencia de primera mano de Reed Nolan en el arte y el diseño contemporáneo internacional se destacó y enriqueció a aquellos que no habían salido de Australia. Aunque luego se distanciaron, Sunday y Cynthia Reed compartían muchos gustos y hábitos en común y constantemente intercambiaban cartas y regalos como ropa o semillas y plantas para el jardín de Heide.

### Negocios
A fines de 1932, Reed Nolan comenzó a montar exhibiciones en la tienda de muebles establecida por Frederick Ward, quien había compartido una casa con su hermano John en la década de 1920. En su galería se presentaron artistas que van desde Thea Proctor hasta Ian Fairweather. La exhibición de la presentación descalificada de Sam Atyeo para la Beca de Viaje de la Galería Nacional de Victoria de 1932 en la ventana delantera de la tienda de Collins Street de Reed Nolan atrajo mucha atención, protestando por la censura oficial de la innovación artística por parte de los museos de arte australianos y las escuelas de arte gubernamentales, y estableció a Reed Nolan como una destacada defensora modernista. Más tarde se mudó de las antiguas instalaciones de Ward a una dirección en Little Collins Street. Su negocio ofrecía servicios de diseño de interiores modernistas a los clientes, con muebles de Ward y Atyeo, telas de Michael O'Connell y papeles pintados importados de Alemania. La propia Reed Nolan diseñó al menos un mueble. Otra oportunidad de alto perfil fue proporcionar los muebles y accesorios para la exposición de arte moderno británico de Clarice Zander de 1933 en el edificio Herald. Se empleó a jóvenes artistas de Melbourne, incluida Moya Dyring, para pintar murales contemporáneos en comisiones organizadas por Reed Nolan. Su negocio fue uno de los conductos más destacados para promover el arte y el diseño modernos en la década de 1930 en Australia y la puso en contacto con muchos patrocinadores del arte, incluidas Maie Casey y Mary Alice Evatt, quienes se convirtieron en amigas desde hace mucho tiempo.

### Carrera de cine y enfermería
En 1935, dejó la galería y se mudó a Sídney, donde adoptó el seudónimo de Miss Liesl Fels y estudió danza de estilo europeo contemporáneo. Al mismo tiempo, realizó una prueba de pantalla fallida con Cinesound Studio de Ken G. Hall, después de buscar audiciones en Londres en 1929, y aparentemente fue elegida para una producción a gran escala de Pat Hanna en Melbourne, que comenzó a filmarse, pero no se completó cuando Hanna dejó Frank W, la compañía de Thring. En 1936 partió de Sídney en un barco de pasajeros en compañía de un productor de teatro estadounidense que estaba de visita, a quien nombró en cartas a John y Sunday Reed como Michael, sin identificarlo más. La pareja se separó en Hollywood, donde Reed Nolan permaneció durante seis meses, nuevamente. buscando incursionar en la actuación cinematográfica. En ese momento, se sometió a una serie de procedimientos médicos, incluida la odontología estética y una mastectomía doble. Sin embargo, también abandonó su deseo de convertirse en una estrella de cine para inscribirse en la formación de enfermería en Chicago, pero se vio obligada a irse a los seis meses debido a la ley de inmigración de los Estados Unidos y continuó su formación en el Hospital St Thomas en Londres. Permaneció en contacto con expatriados australianos, incluidos Clarice Zander y Sam Atyeo. Al estallar la Segunda Guerra Mundial, trabajaba en el Hospital Americano de París y se mudó a Nueva York, donde estudió enfermería psiquiátrica en la Clínica Psiquiátrica Payne Whitney, pero regresó a Melbourne cuando descubrió que estaba embarazada. Sunday Reed deseaba adoptar a la niña, lo que provocó el regreso de Reed Nolan a Sídney con su pequeña hija en 1941, donde estableció un hogar en la entonces zona rural de Wahroonga.

### Matrimonio con Sidney Nolan y carrera posterior
Durante la década de 1940, Reed Nolan se concentró en escribir novelas, produciendo dos novelas autobiográficas, Lucky Alphonse (1944) y Daddy Sowed A Wind! (1947) en un estilo muy modernista, a diferencia del realismo social que era la norma en la ficcion literaria de Australia. El primero fue medianamente bien recibido. En marzo de 1948 se casó con el artista Sidney Nolan, que había dejado la casa Reed en Heide, tras un breve noviazgo de tres meses. Casi inmediatamente, la red de contactos de Reed Nolan dentro de los círculos artísticos y la alta sociedad en Nueva Gales del Sur estableció a Sidney Nolan como un artista prominente y exitoso y su reputación creció rápidamente, incluso más que bajo la promoción de John y Sunday Reed. El talento anterior de Reed Nolan como galerista ahora estaba dedicado solo a Nolan. Sobre su matrimonio, M. E. McGuire escribió: «Eran compañeros constantes, sus vidas y trabajos estaban tan entrelazados que eran intercambiables», y Underhill escribió: «[Sidney Nolan] logró una vida hogareña estable. Cynthia ganó una pareja y una causa. Sobre todo, se consideraban iguales intelectualmente, respetando y apoyando sus hábitos de trabajo individuales».
En 1952, los Nolan abandonaron Australia y alquilaron alojamiento en Gran Bretaña, intercalados con largos viajes internacionales, hasta que compraron una casa en Putney, Londres, en 1960. Reed Nolan fue autora de una serie de libros de viajes basados en los largos viajes realizados por su marido para varios países, a menudo mostrando una conciencia temprana de los temas poscoloniales e ilustrada por su esposo. Reed Nolan se encargó de gran parte del trabajo de promoción y organización de las exposiciones de su marido. A lo largo de las décadas de 1950 y 1960, Reed Nolan conoció a muchos de los talentos creativos más importantes de Gran Bretaña, contando entre sus conocidos a figuras como Kenneth Clark y Benjamin Britten. Durante dos años en los Estados Unidos entre 1958 y 1959, cuando su esposo recibió una beca Harkness, a Reed Nolan se le diagnosticó tuberculosis, que se curó con éxito en Nueva York. Gran parte de su mala salud anterior podría atribuirse a esta enfermedad no diagnosticada a largo plazo. Sin embargo, los últimos años de la década de 1960 y 1970 estuvieron marcados por tensiones en su matrimonio, mientras que su salud psiquiátrica se volvió cada vez más frágil. Hizo preparativos meticulosos para la organización y disposición de su patrimonio, que incluía papeles y obras de arte, antes de tomar una sobredosis intencional de somníferos en un hotel de Londres el 24 de noviembre de 1976.

## Legado
Reed Nolan fue cada vez más olvidada hasta la autobiografía de Patrick White Flaws in the Glass, que presentó una descripción extensa de su carácter y logros e igualmente un ataque salvaje contra su esposo y los celos y hostilidades dirigidos hacia ella por mediocres contemporáneos australianos. El libro, que proporcionó la primera documentación de alto perfil de que ella se había quitado la vida, provocó una disputa pública masiva entre White y Nolan. En 1994 se publicó una antología de sus escritos de viajes, Outback and Beyond, con algunas supresiones de su contenido más poco convencional y político. Dos académicos recopilaron relatos de primera mano de familiares, amigos y colegas sobrevivientes en la década de 1990, presentados en un doctorado en 2002 por Grant, y una biografía en 2016 por McGuire. Nancy Underhill en su biografía de Sidney Nolan estableció el caso de la importancia de Reed Nolan como base de la mitología de Heide y la directora de la carrera de su marido.